# آق‌درق قدیم (کلیبر)
آق‌درق قدیم یکی از روستاهای استان آذربایجان شرقی است که در دهستان پیغان‌چایی بخش مرکزی شهرستان کلیبر واقع شده‌است. روستایی سرسبز و بکر با مناظری کوهستانی بسیاز زیبا می‌باشد که مردم آن به کشاورزی و دامداری مشغول بوده و بسیار زحمتکش هستند.
که دارای خاکی غنی از لحاظ معدنی میباشد ک حاوی طلا، نقره، تنگستن میباشد.